# Nummer eins (Lied)
Nummer eins ist ein Lied des deutsch-spanischen Rappers Farid Bang, in Kooperation mit dem deutschen Rapper Haftbefehl und dem deutschen Popsänger Adel Tawil. Das Stück ist Teil von Farid Bangs neuntem Soloalbum Asozialer Marokkaner.

## Entstehung und Veröffentlichung
Geschrieben wurde das Lied von den Interpreten Farid Hamed El Abdellaoui (Farid Bang), Aykut Anhan (Haftbefehl) und Adel Tawil sowie den Koautoren Kai Kotucz (Kyree) und Melvin Schmitz (Young Mesh). Kyree und Young Mesh waren zudem für die Abmischung und Produktion zuständig. Zusammen mit Eddy62 und Samuele Frijo (Frio) fungierten die beiden auch als Tonmeister. Das Mastering tätigte YcStudio, unter der Leitung von Yunus Cimen (Kingsize130).
Die Erstveröffentlichung von Nummer eins erfolgte als Teil von Farid Bangs neuntem Soloalbum Asozialer Marokkaner. Das Album erschien am 23. Juli 2021 als CD, Download und Streaming durch Banger Musik, der Vertrieb erfolgte durch Warner Music.

## Inhalt
| „Du bist jung, denkst, du hast nichts. Mama hat dich nachts vermisst. Nein, es gibt nichts, das dich bricht. Aus dem Schatten in das Licht. Du hast nur ein’n Traum. Und du weißt genau. Wenn du, du selber bleibst. Bist du die Nummer eins. Du hast nur ein’n Traum. Und du weißt genau. Wenn du, du selber bleibst. Bist du die Nummer eins.“ – Refrain, Originalauszug | Der Liedtext zu Nummer eins ist in deutscher Sprache verfasst. Der Liedtext wurde gemeinsam von den drei Interpreten Farid Bang, Haftbefehl und Tawil geschrieben; die Komposition stammt von Kyree und Young Mesh. Musikalisch bewegt sich das Lied im Bereich des Deutschraps. Das Tempo beträgt 96 Schläge pro Minute. Die Tonart ist Cis-Dur. Inhaltlich geht es in dem Lied hauptsächlich darum, dass man sich selbst treu bleiben soll. Aufgebaut ist das Lied auf einem Intro, zwei Strophen, einem Refrain und einem Outro. Das Lied beginnt mit dem Intro, in dem Farid Bang und Haftbefehl lediglich sich gegenseitig sowie die Produktionsunternehmen nennen. An das Intro schließt sich die erste Strophe an, die von Farid Bang gerappt wird. Auf das Intro folgt zunächst der sogenannte „Pre-Chorus“ sowie direkt anschließend der eigentliche Refrain. Der Pre-Chorus wird von Adel Tawil gesungen, die Interpretation des Refrain-Hauptteils erfolgt durch Haftbefehl und Tawil. Der gleiche Aufbau wiederholt sich mit der zweiten Strophe, die allerdings von Haftbefehl gerappt wird. Der zweite Refrain wird von Tawil alleine gesungen. Nach dem zweiten Refrain endet das Lied mit dem Outro. Dieses setzt sich aus den Zeilen: „Die Nummer eins, yeah. Ohh, bist du die Nummer eins“ und „When you were playin’ that record, what were you thinkin’?“ (englisch für „Was hast du dabei gedacht, als du diese Platte abgespielt hast?“) zusammen. Bei der letzten Zeile handelt es sich um ein Zitat von Richard Conte, in der Rolle des Mr. Brown, aus dem Film Geheimring 99. |

## Musikvideo
Das Musikvideo zu Nummer eins wurde in Istanbul sowie in Mailand gedreht und feierte seine Premiere auf YouTube am 22. Juli 2021. Die Hauptgeschichte zeigt Bang, Haftbefehl und Tawil die eine Familie in Mailand überfallen. Darüber hinaus sieht man die drei immer wieder, jeder für sich, das Lied vor sowie in einer Villa performen. Eine weitere wiederkehrende Szene zeigt Bang und Haftbefehl als Kampfcharaktere, mit Ähnlichkeiten zu Street Fighter, in einem Videospiel. Die Gesamtlänge des Videos beträgt 4:18 Minuten. Regie führte Robert Wunsch. Das Musikvideo zählt bis heute über 1,1 Millionen Aufrufe bei YouTube (Stand: März 2022).

## Mitwirkende
| Liedproduktion - Farid Hamed El Abdellaoui (Farid Bang): Liedtexter, Rap - Aykut Anhan (Haftbefehl): Liedtexter, Rap - Yunus Cimen (Kingsize130): Mastering - Eddy62: Tonmeister - Samuele Frijo (Frio): Tonmeister - Kai Kotucz (Kyree): Abmischung, Komponist, Tonmeister - Melvin Schmitz (Young Mesh): Abmischung, Komponist, Tonmeister - Adel Tawil: Gesang, Liedtexter Unternehmen - Banger Musik: Musiklabel - Warner Music: Vertrieb - YcStudio: Tonstudio | Musikvideo (Auswahl) - Bilal Ar: 2. Kameraassistent - Paul Bröse: Filmeditor - Caspar Brog: Oberbeleuchter - Matteo Canzano: 1. Kameraassistent - Chantal Drywa-Wunsch: Filmproduzent - Tony Kopec: Kameramann - Mathis Landwehr: Schauspieler - Firat Levendoglu: 1. Kameraassistent - Semih Özkan: Oberbeleuchter - Raffaela Silvestri: 2. Kameraassistent - Eskindir Tesfay: Schauspieler - Robert Wunsch: Drehbuch, Regisseur |

## Rezeption

### Rezensionen
Leon Schäfers vom deutschsprachigen Online-Magazin Hiphop.de beschrieb Nummer eins als „interessante musikalische Mischung“.
Dominik Lippe vom Online-Magazin laut.de vergab drei von fünf Sternen für Asozialer Marokkaner. Während seiner Kritik betitelte er Nummer eins als „Aufsteiger-Hymne“ und beschrieb Farid Bang als „Phantom unter den erfolgsverwöhnten Rappern“.

### Charts und Chartplatzierungen
Obwohl Nummer eins nicht als Single erschien, konnte sich das Lied aufgrund hoher Download- und Streamingzahlen in den Charts platzieren. Das Lied stieg am 30. Juli 2021 in die deutschen Singlecharts ein und erreichte dabei Rang 47. In den deutschen Streamingcharts erreichte das Lied mit Rang 41 seine beste Platzierung.
Farid Bang erreichte als Interpret mit Nummer eins zum 82. Mal die deutschen Singlecharts. Für Tawil ist es in Deutschland der 34. Charterfolg als Autor sowie der 19. als Interpret. Haftbefehl erreichte zum 24. Mal die deutschen Charts als Interpret.

## Trivia
Farid Bang veröffentlichte bereits, gemeinsam mit Eko Fresh und Ramsi Aliani, einen Rapsong mit dem Titel Nummer eins auf der „iTunes-Edition“ seines fünften Soloalbums Killa im Jahr 2014.